# Casey Krueger
Casey Marie Krueger (* 23. August 1990 als Casey Marie Short in Naperville, Illinois) ist eine US-amerikanische Fußballnationalspielerin, die seit der Saison 2016 bei den Chicago Red Stars in der National Women’s Soccer League unter Vertrag steht.

## Karriere

### Verein
Während ihres Studiums an der Florida State University spielte Short von 2008 bis 2012 für die dortige Universitätsmannschaft der Florida State Seminoles sowie 2009 für den W-League-Teilnehmer Chicago Red Eleven. Anfang 2013 wurde sie beim College-Draft der neu gegründeten NWSL in der ersten Runde an Position fünf von den Boston Breakers verpflichtet. Im Saisonverlauf kam Short aber verletzungsbedingt ebenso wenig zum Einsatz wie im darauffolgenden Jahr bei der Franchise der Chicago Red Stars.
Daraufhin wechselte sie zur Saison 2015 zum norwegischen Erstligisten Avaldsnes IL, bei dem sie in allen Saisonspielen auf dem Platz stand und hinter dem Lillestrøm SK Kvinner Vizemeister wurde. Zur Saison 2016 kehrte Short zu den Chicago Red Stars zurück.
Seit Januar 2024 steht Krueger bei Washington Spirit unter Vertrag.

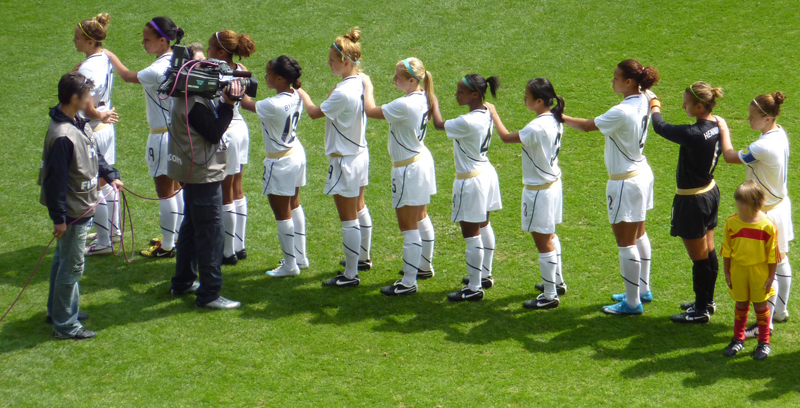
Short (3. Spielerin v.l.) mit dem Aufgebot der USA bei der U-20-WM 2010.

### Nationalmannschaft
Mit der U-20-Nationalmannschaft der Vereinigten Staaten nahm Short an der U-20-Weltmeisterschaft 2010 in Deutschland teil und scheiterte dort mit ihrem Team im Viertelfinale an der Auswahl Nigerias. Im Jahr 2013 kam sie zu ihrem einzigen Einsatz in der U-23-Nationalmannschaft der Vereinigten Staaten.
Am 19. Oktober 2016 debütierte Short bei einem Freundschaftsspiel gegen die Schweiz in der A-Nationalmannschaft der Vereinigten Staaten.
Am 23. Juni 2021 wurde sie zunächst als Reservespielerin für die wegen der COVID-19-Pandemie um ein Jahr verschobenen Olympischen Spiele nominiert. Nach Aufstockung der Kader wegen der Pandemie gehörten auch die Backups zum Kader. Bei den Spielen, die für ihre Mannschaft mit dem Gewinn der Bronzemedaille endete, hatte sie nur einen sechsminütigen Einsatz im mit 6:1 gewonnenen Gruppenspiel gegen Neuseeland.
Am 26. Juni 2024 wurde sie für die Olympischen Spiele in Paris nominiert. Sie wurde in den sechs Spielen ihrer Mannschaft jeweils in der Schlussphase eingewechselt und kam auf insgesamt 60 Minuten Spielzeit.

## Privatleben
Im Dezember 2020 heiratete sie Cody Krueger und nahm seinen Namen an. Im Juli 2022 wurden beide Eltern eines Sohnes.

## Erfolge
- 2010 CONCACAF Frauen U20 Siegerin
- SheBelieves-Cup-Siegerin 2018, 2020 und 2021
- Sieg beim Tournament of Nations 2018
- Sieg beim CONCACAF Women’s Gold Cup 2018
- Olympische Bronzemedaille 2020 (ein Einsatz)
- Olympische Goldmedaille 2024